# Dániel Magay
Dániel Magay (Szeged, 6 de abril de 1932) es un deportista húngaro que compitió en esgrima, especialista en la modalidad de sable (desde 1957 participó bajo la nacionalidad estadounidense).
Participó en los Juegos Olímpicos de Melbourne 1956, obteniendo una medalla de oro en la prueba por equipos. Ganó una medalla de oro en el Campeonato Mundial de Esgrima de 1954.

## Palmarés internacional
| Representando a Hungría |                         |                |                   |
| Juegos Olímpicos        |                         |                |                   |
| Año                     | Lugar                   | Medalla        | Prueba            |
| 1956                    | Melbourne (Australia)   | Medalla de oro | Sable por equipos |
| Campeonato Mundial      |                         |                |                   |
| Año                     | Lugar                   | Medalla        | Prueba            |
| 1954                    | Luxemburgo (Luxemburgo) | Medalla de oro | Sable por equipos |